# Космос-142
Ко́смос-142 («ДС-У2-И» № 2) — советский научно-исследовательский спутник серии космических аппаратов «Космос» типа «ДС-У2-И», запущенный для комплексного исследования характеристик ионосферы Земли и электромагнитного излучения околоземного космического пространства.
В ходе эксперимента кроме данного спутника было запущено ещё два спутника аналогичной конструкции:
- «Космос-119» — 25 мая 1966 года;
- «Космос-259» — 14 декабря 1968 года

## История создания
В декабре 1959 года создается Межведомственный научно-технический совет по космическим исследованиям при Академии Наук СССР во главе с академиком М. В. Келдышем, на который возлагается разработка тематических планов по созданию космических аппаратов, выдача основных тематических заданий, научно-техническая координация работ по исследованию и освоению верхних слоев атмосферы и космического пространства, подготовка вопросов организации международного сотрудничества в космических исследованиях.
Членом Президиума Межведомственного научно-технического совета по космическим исследованиям утверждается М. К. Янгель. В области прикладных задач проведения подобных работ было поручено НИИ-4 Министерства обороны СССР.
В 1963 году было принято решение о создании трёх модификаций унифицированной спутниковой платформы:
- ДС-У1 — неориентированный в пространстве космический аппарат с химическими источниками энергии;
- ДС-У2 — неориентированный в пространстве космический аппарат с солнечными батареями, в качестве источника энергии;
- ДС-У3 — ориентированный на Солнце космический аппарат с солнечными батареями, в качестве источника энергии.

## Особенности конструкции
Научный аппаратный комплекс космического аппарата «Космос-142» включал в себя:
- приёмники «ПМ-4М-I», «ПМ-4М-II», работающие на трёх фиксированных частотах в диапазоне 15—55 кГц;
- фильтр-преобразователь «ФП-1»;
- фильтр «ФИ»;
- приёмники «Р-2П» и «Р-ЗП», обеспечивающие измерение «белого шума» в полосе частот со средними частотами 0,185, 0,425, 3,0 и 5,7 МГц;
- фильтры «Ф-2П», «Ф-ЗП»;
- блок питания «БП-1»;
- выносной датчик «4К-63»;
- счётчиковая установка «1К60»;
- электронный блок «ЭБ-4К».

## Программа полёта КА «Космос-142»

### Запуск
Космический аппарат «Космос-142» был запущен 14 февраля 1967 года ракета-носителем «Космос-3» со стартовой площадки № 86/1 космодрома Капустин Яр.

### Результаты эксперимента
В ходе использования космических аппаратов серии «ДС-У2-И» были получены следующие научные результаты:
- Получен полезный сигнал на всех рабочих частотах аппаратуры, причём факт прохождения через ионосферу радиоволн 31,8 кГц и 44,9 кГц подтвержден впервые в мире;
- Подтверждена гипотеза о возможности прохождения через ионосферу электромагнитных волн сверхнизкой частоты;
- Полученные данные позволили оценить зависимость концентрации заряженных частиц в нижних слоях ионосферы от времени суток и других факторов.

## Статьи
- В. Агапов. К запуску первого ИСЗ серии «ДС» // «Новости космонавтики» : журнал. — М.: Видеокосмос, 1997. — Т. 7, вып. 10—23 марта, № 6/147. Архивировано 2 февраля 2014 года.